# 競爭事務審裁處
競爭事務審裁處 （英語：Competition Tribunal；案号代码CT）是香港司法機構之一，根據香港法例第619章《競爭條例》（下稱“該條例”）設立的高級紀錄法院，負責處理有關競爭事宜（反竞争行为）的法律程序（競爭法）。

## 組成
競爭事務審裁處是高級紀錄法院，根據2012年制定的《競爭條例》（第619章）成立。競爭條例有關設立競爭事務審裁處的條文在2013年8月1號生效。同日，林雲浩法官獲委任為競爭事務審裁處主任法官，而歐陽桂如法官就獲委任為競爭事務審裁處副主任法官。原訟法庭的所有其他法官都是競爭事務審裁處的成員。
競爭事務審裁處可以委任一名或多於一名具有特別資格的裁判委員協助，並可以在這些裁判委員的協助之下，審理部分或全部法律程序，但審裁處的決定只可以由審裁處成員作出。
高等法院的司法常務官、暫委司法常務官、高級副司法常務官、暫委高級副司法常務官、副司法常務官、暫委副司法常務官及其他人員（例如執達主任），都在審裁處擔任相應的職位或職責。

## 司法管轄權
競爭事務審裁處具有聆訊同裁定以下事項的司法管轄權﹕
- 競爭事務委員會或通訊事務管理局根據指稱違反或指稱牽涉入違反競爭守則而提出的申請；
- 要求覆核可以覆核裁定的申請；
- 根據違反或牽涉入違反行為守則而提起的私人訴訟；
- 某方提出違反或牽涉入違反行為守則的指稱作為免責辯護；
- 要求處置財產的申請；
- 要求強制執行承諾的申請；
- 同以上各項提述的事項有關的任何事項，但只限於引致該等事項的事實都屬於相同或實質上相同的情況；
- 從原訟法庭移交的案件。

競爭事務審裁處亦聆訊針對司法常務官作出的任何非正審決定、裁定或命令而提出的上訴。
向競爭事務審裁處提出的申請，可以由任何以下人士所組成的審裁處聆訊同裁定：
- 主任法官；
- 主任法官及主任法官委任的一名或多於一名其他成員；
- 主任法官委任的一名或多於一名其他成員。

## 聆訊的案件
在競爭事務審裁處進行的法律程序主要有四類：
要求覆核可覆核裁定的申請
審裁處獲賦權覆核該條例第83條所指的、由競委會作出的可覆核裁定。然而，在進行覆核前，須先取得審裁處的許可。任何人如非某可覆核裁定的一方，但在該裁定中有充分的利害關係，可提出申請，要求覆核該裁定。
強制執行法律程序
該條例第4部及《審裁處規則》第4部所指的要求強制執行承諾的申請，屬此一類別。
後續訴訟
此等法律程序由因被裁定屬違反行為守則的作為而蒙受損失或損害的人針對以下的人提起：(a)已違反或正違反該守則的任何人；及(b)牽涉入或曾經牽涉入該項違反的任何人。
移交的法律程序
此等於原訟庭展開但屬審裁處的司法管轄權以內的案件，根據該條例第113(1)條或第113(3)條移交審裁處。

### 來源
- 律政司，《香港的法律制度》—法院 （页面存档备份，存于），香港：律政司，2004年.
- 文思成，《香港政府與施政架構》，香港：三聯，1994年(增訂本).

## 外部連結
- 官方網站 （页面存档备份，存于）
- 競爭事務審裁處